# Tadarida
Tadarida é um gênero de morcegos da família Molossidae.

## Espécies
- Tadarida aegyptiaca (É. Geoffroy, 1818)
- Tadarida australis (J. E. Gray, 1839)
- Tadarida brasiliensis (I. Geoffroy, 1824)
- Tadarida fulminans (Thomas, 1903)
- Tadarida insignis (Blyth, 1861)
- Tadarida kuboriensis Calaby e McKean, 1968
- Tadarida latouchei Thomas, 1920
- Tadarida lobata (Thomas, 1891)
- Tadarida teniotis (Rafinesque, 1814)
- Tadarida ventralis (Heuglin, 1861)